# سراغة منتفخة
السراغة المنتفخة (باللاتينية: Crepis vesicaria) نوع نباتي يتبع جنس السراغة من الفصيلة النجمية.

## الموئل والانتشار
موطنها المغرب العربي وشمال حوض البحر الأبيض المتوسط وغرب أوروبا.

## مرادفات للاسم العلمي
- (باللاتينية: Crepis scariosa Willd.)
- (باللاتينية: Crepis taraxacoides Desf. [non Pourr. 1788])